# Knutsford
Knutsford – miasto i civil parish w Wielkiej Brytanii hrabstwie Cheshire, w dystrykcie (unitary authority) Cheshire East. Położone na południowy zachód od Manchesteru i północny zachód Macclesfield. W 2011 roku civil parish liczyła 13 191 mieszkańców.
Miasto położone jest przy linii kolejowej z Chester do Manchesteru – stacja Knutsford powstała w roku 1862. W pobliżu miasta przebiegają autostrady M6 oraz M56, a przez samą miejscowość także mocno obciążona tranzytem droga A50. Knutsford jest wspomniana w Domesday Book (1086) jako Cunetesford.